# Yellow dog Updater, Modified

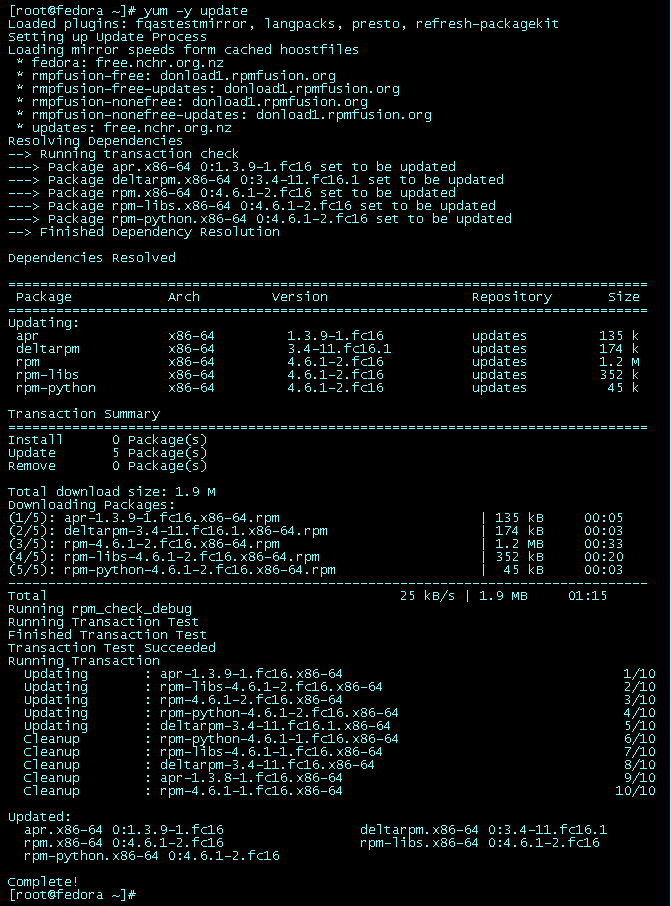
Uno screenshot da Yum esecuzione di un aggiornamento su Fedora 16.

Yellow dog Updater, Modified (abbr. YUM) è un sistema di gestione dei pacchetti open source a riga di comando per i sistemi operativi Linux compatibili col formato RPM.
Disponibile sotto la licenza GNU GPL versione 2 o superiore, è stato sviluppato da Seth Vidal e da un gruppo di programmatori volontari, ed attualmente è mantenuto come parte del progetto Linux@DUKE della Duke University; sebbene yum sia un'utility a riga di comando, ci sono diversi strumenti che forniscono un'interfaccia grafica, come ad esempio: pup, pirut, e yumex.

## Caratteristiche

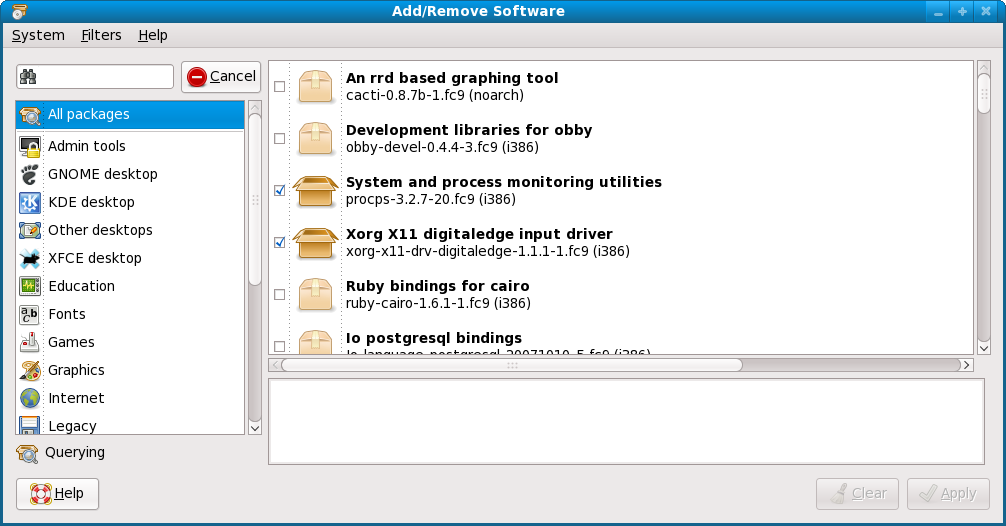
PackageKit è l'interfaccia di default per yum in Fedora

Yum è la riscrittura del suo predecessore, Yellowdog Updater (YUP), e venne sviluppato inizialmente in modo da aggiornare e gestire i sistemi Red Hat Enterprise Linux usati dal dipartimento di fisica della Duke University.
Da allora, yum venne adottato da Fedora Core, CentOS, e da altre distribuzioni Linux basate su RPM, tra cui la stessa Yellow Dog Linux, dove sostituì l'originale utility YUP.
YUM è il Package Manager più usato in assoluto per installazioni di pacchetti Lato-Server come per esempio estensioni e moduli per PHP.

### Gestione repository
I repository sono dei server dove yum (o più in generale, il package manager), trova l'elenco dei software disponibili con le relative versioni. Sui vari client che utilizzano questo sistema di gestione dei pacchetti l'elenco dei repositoy è all'interno di file identificati dall'estensione .repo situati in /etc/yum.repos.d/.
La creazione dei repository di yum è gestita da un altro tool chiamato "createrepo", il quale genera i metadata XML necessari.

### Plug-in/Sistema a moduli
Nelle versioni successive alla 2.0 a yum è stata aggiunta un'interfaccia in Python per programmare dei plug-in che permettono di modificarne il comportamento.

## Esempi di utilizzo

### Installazione pacchetti
L'installazione di nuovi pacchetti, una volta impostate le sorgenti, è effettuabile attraverso l'esecuzione del comando:
```
yum install 
nomepacchetto
```

dove nomepacchetto sarà ovviamente il nome del pacchetto che si vuole installare

### Rimozione dei pacchetti
Analogamente all'installazione, la rimozione è effettuabile attraverso l'esecuzione di:
```
yum remove 
nomepacchetto
```

### Aggiornamento
È possibile aggiornare tutti i pacchetti installati con il comando:
```
yum update
```

## Interfacce grafiche
- apper - interfaccia grafica sviluppata per utilizzo su KDE;
- gpk-application per GNOME, Xfce e LXDE;
- PackageKit - utilizzata predefinitamente sulle nuove versioni di Fedora Linux;
- Pirut - utilizzata predefinitamente sulle vecchie versioni di Fedora Linux (Fedora Core) come ad esempio su Fedora Core 5;
- Yum Extender - utilizzabile su diverse distribuzioni GNU/Linux;
- KYum - interfaccia grafica sviluppata per utilizzo su KDE.